# Rivoli (metropolitana di Torino)
Rivoli è una fermata della metropolitana di Torino, sita in corso Francia, all'incrocio con piazza Rivoli e l'inizio di corso Vittorio Emanuele II.

## Storia
La fermata è stata resa operativa il 4 febbraio 2006, data dell'inaugurazione della linea 1 metropolitana, che allora era funzionante da Fermi a XVIII Dicembre.
All'interno della stazione, è rappresentato, attraverso richiami araldici e alla stessa immagine stilizzata, il castello di Rivoli, una delle residenze sabaude della cintura torinese.

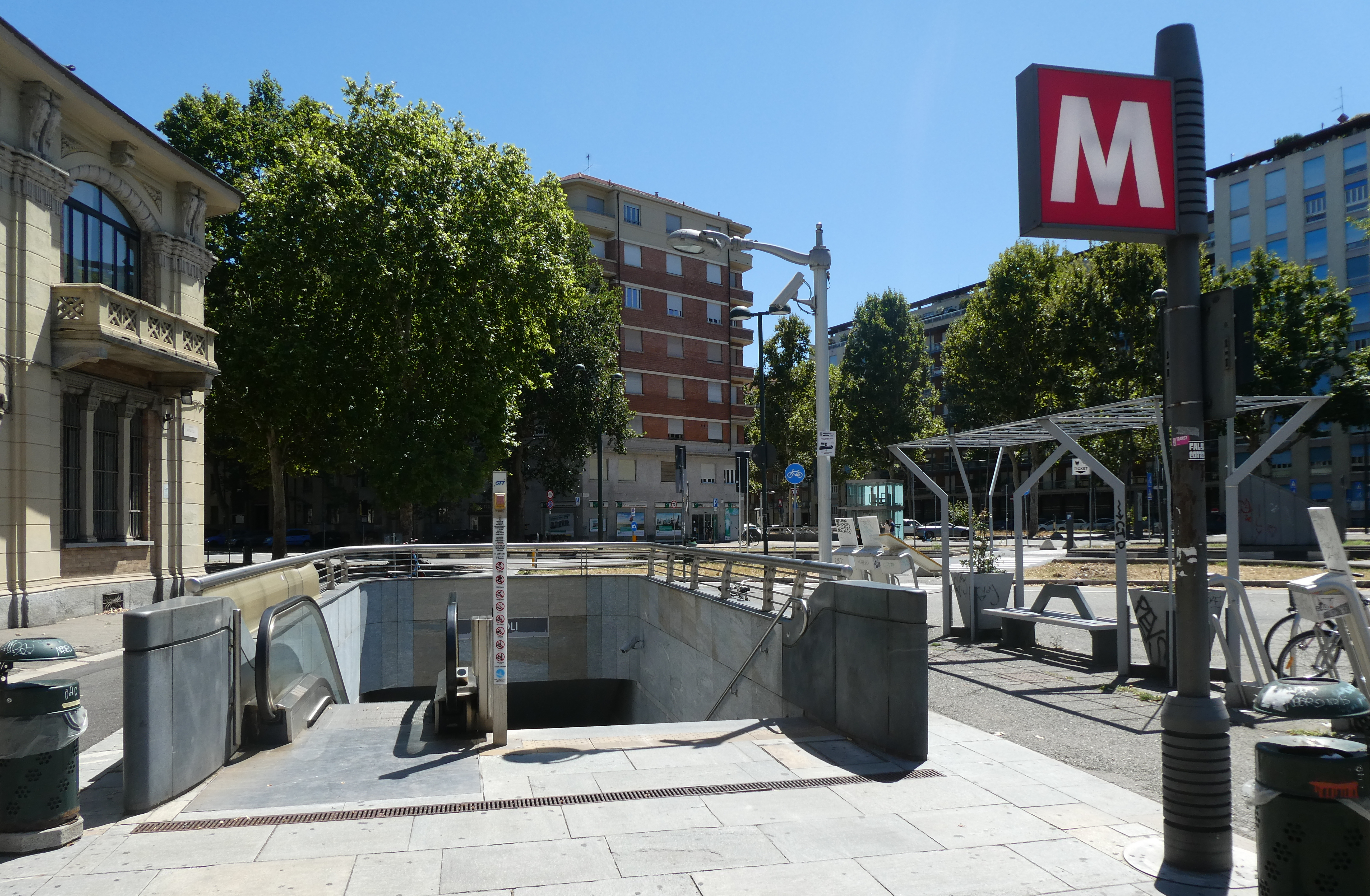
Ingresso della fermata metro

## Interscambi
La stazione consente l'interscambio con la rete di superficie GTT con la linea 2, 22 e M1S.

## Servizi
- Biglietteria automatica